# Manchester City Football Club 2021-2022
Questa voce raccoglie le informazioni riguardanti il Manchester City Football Club nelle competizioni ufficiali della stagione 2021-2022.

## Stagione
La stagione 2021-2022 dei Citizens inizia il 7 agosto 2021, con la sconfitta in finale di Community Shield, a Wembley, contro il Leicester City (1-0). In Premier League, dopo un inizio con sei vittorie, due sconfitte e due pareggi, la squadra infila una serie di quindice partite senza sconfitte, prendendosi nel frattempo la vetta solitaria della classifica alla 15ª giornata e chiudendo in testa il girone d'andata. Nelle ultime tredici partite, i Citizens raccolgono nove vittorie, tre pareggi e una sola sconfitta, riconfermandosi campioni con un punto di vantaggio sul Liverpool all'ultima giornata. Nelle coppe nazionali, se il cammino nella League Cup si interrompe già al quarto turno contro il West Ham Utd, in FA Cup il Manchester City raggiunge le semifinali ma deve arrendersi al Liverpool. In Champions League, dopo aver ottenuto il primo posto nel proprio raggruppamento davanti al Paris Saint-Germain, i Citizens eliminano lo Sporting Lisbona agli ottavi di finale e l'Atlético Madrid ai quarti, ma sono eliminati dal Real Madrid nelle semifinali.

## Maglie e sponsor
La Puma viene confermata come sponsor tecnico mentre quello ufficiale rimane Etihad Airways.
|  | Casa | Trasferta | Terza divisa |

## Rosa

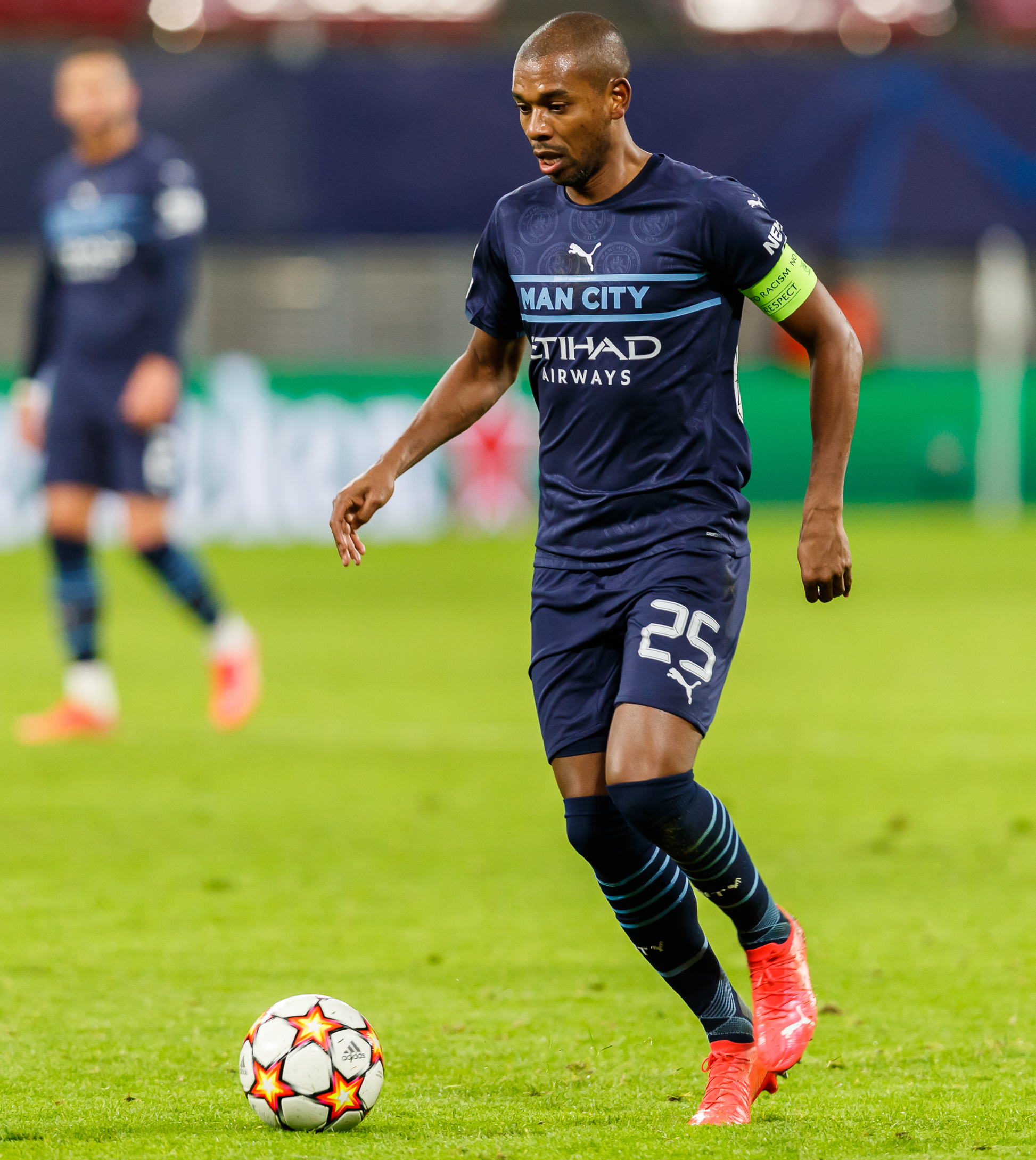
Fernandinho, capitano del club, all'ultima stagione con la maglia dei Citizens.

Rosa, numerazione e ruoli, tratti dal sito ufficiale, sono aggiornati al 1º gennaio 2022.
| N. |                        | Ruolo | Calciatore                     |
| -- | ---------------------- | ----- | ------------------------------ |
| 2  | Inghilterra (bandiera) | D     | Kyle Walker                    |
| 3  | Portogallo (bandiera)  | D     | Rúben Dias                     |
| 5  | Inghilterra (bandiera) | D     | John Stones                    |
| 6  | Paesi Bassi (bandiera) | D     | Nathan Aké                     |
| 7  | Inghilterra (bandiera) | A     | Raheem Sterling                |
| 8  | Germania (bandiera)    | C     | İlkay Gündoğan (vice-capitano) |
| 9  | Brasile (bandiera)     | A     | Gabriel Jesus                  |
| 10 | Inghilterra (bandiera) | C     | Jack Grealish                  |
| 11 | Ucraina (bandiera)     | D     | Oleksandr Zinčenko             |
| 13 | Stati Uniti (bandiera) | P     | Zack Steffen                   |
| 14 | Spagna (bandiera)      | D     | Aymeric Laporte                |
| 16 | Spagna (bandiera)      | C     | Rodri                          |
| 17 | Belgio (bandiera)      | C     | Kevin De Bruyne                |

| N. |                        | Ruolo | Calciatore             |
| -- | ---------------------- | ----- | ---------------------- |
| 20 | Portogallo (bandiera)  | C     | Bernardo Silva         |
| 21 | Spagna (bandiera)      | A     | Ferrán Torres          |
| 22 | Francia (bandiera)     | D     | Benjamin Mendy         |
| 25 | Brasile (bandiera)     | C     | Fernandinho (capitano) |
| 26 | Algeria (bandiera)     | A     | Riyad Mahrez           |
| 27 | Portogallo (bandiera)  | D     | João Cancelo           |
| 31 | Brasile (bandiera)     | P     | Ederson                |
| 33 | Inghilterra (bandiera) | P     | Scott Carson           |
| 34 | Paesi Bassi (bandiera) | D     | Philippe Sandler       |
| 35 | Inghilterra (bandiera) | C     | Patrick Roberts        |
| 47 | Inghilterra (bandiera) | C     | Phil Foden             |
| 56 | Inghilterra (bandiera) | D     | CJ Egan-Riley          |

## Calciomercato

### Sessione estiva
| Acquisti         | Acquisti         | Acquisti    | Acquisti                     |
| R.               | Nome             | da          | Modalità                     |
| ---------------- | ---------------- | ----------- | ---------------------------- |
| P                | Scott Carson     |             | svincolato                   |
| A                | Jack Grealish    | Aston Villa | definitivo (117,5 milioni €) |
| Altre operazioni |                  |             |                              |
| R.               | Nome             | da          | Modalità                     |
| P                | Arijanet Muric   | Willem II   | fine prestito                |
| D                | Angeliño         | RB Lipsia   | fine prestito                |
| D                | Yangel Herrera   | Granada     | fine prestito                |
| D                | Ko Itakura       | Groningen   | fine prestito                |
| D                | Issa Kaboré      | Malines     | fine prestito                |
| A                | Daniel Arzani    | Aarhus      | fine prestito                |
| A                | Jack Harrison    | Leeds Utd   | fine prestito                |
| A                | Kayky            | Fluminense  | definitivo (10 milioni €)    |
| A                | Ryotaro Meshino  | Rio Ave     | fine prestito                |
| A                | Marlos Moreno    | Lommel      | fine prestito                |
| A                | Lukas Nmecha     | Anderlecht  | fine prestito                |
| A                | Filip Stevanović | Partizan    | fine prestito                |

| Cessioni         | Cessioni         | Cessioni        | Cessioni                    |
| R.               | Nome             | a               | Modalità                    |
| ---------------- | ---------------- | --------------- | --------------------------- |
| D                | Eric García      |                 | svincolato                  |
| A                | Sergio Agüero    |                 | svincolato                  |
| Altre operazioni |                  |                 |                             |
| R.               | Nome             | a               | Modalità                    |
| P                | Arijanet Muric   | Adana Demirspor | prestito                    |
| D                | Angeliño         | RB Lipsia       | definitivo (18 milioni €)   |
| D                | Yangel Herrera   | Espanyol        | prestito                    |
| D                | Ko Itakura       | Schalke 04      | prestito                    |
| D                | Issa Kaboré      | Troyes          | prestito                    |
| D                | Philippe Sandler | Troyes          | prestito                    |
| C                | Adrián Bernabé   | Parma           | svincolato                  |
| A                | Daniel Arzani    | Lommel          | prestito                    |
| A                | Jack Harrison    | Leeds Utd       | definitivo (12,8 milioni €) |
| A                | Ryotaro Meshino  | Estoril Praia   | prestito                    |
| A                | Marlos Moreno    | Kortrijk        | prestito                    |
| A                | Lukas Nmecha     | Wolfsburg       | definitivo (8 milioni €)    |
| A                | Patrick Roberts  | Troyes          | prestito                    |
| A                | Filip Stevanović | Heerenveen      | prestito                    |

### Sessione invernale
| Acquisti         | Acquisti          | Acquisti    | Acquisti                  |
| R.               | Nome              | da          | Modalità                  |
| ---------------- | ----------------- | ----------- | ------------------------- |
| A                | Julián Álvarez    | River Plate | definitivo (17 milioni €) |
| Altre operazioni |                   |             |                           |
| R.               | Nome              | da          | Modalità                  |
| D                | Erik Palmer-Brown | Troyes      | fine prestito             |
| D                | Philippe Sandler  | Troyes      | fine prestito             |
| C                | Luka Ilić         | Twente      | fine prestito             |
| A                | Patrick Roberts   | Troyes      | fine prestito             |

| Cessioni         | Cessioni          | Cessioni    | Cessioni                  |
| R.               | Nome              | a           | Modalità                  |
| ---------------- | ----------------- | ----------- | ------------------------- |
| A                | Julián Álvarez    | River Plate | prestito                  |
| A                | Ferrán Torres     | Barcellona  | definitivo (55 milioni €) |
| Altre operazioni |                   |             |                           |
| R.               | Nome              | a           | Modalità                  |
| D                | Erik Palmer-Brown | Troyes      | definitivo                |
| D                | Philippe Sandler  | Feyenoord   | definitivo                |
| C                | Luka Ilić         | Troyes      | prestito                  |
| A                | Patrick Roberts   | Sunderland  | definitivo                |

## Risultati

### Premier League

#### Girone di andata
| Arbitro: | Taylor |

|         |           |  |
| Son 55’ | Marcatori |  |

| Arbitro: | Scott |

|                                                                 |           |  |
| Krul 7’ (aut.) Grealish 22’ Laporte 64’ Sterling 71’ Mahrez 84’ | Marcatori |  |

| Arbitro: | Atkinson |

|                                                 |           |  |
| Gündoğan 7’ Torres 12’, 84’ Jesus 43’ Rodri 53’ | Marcatori |  |

| Arbitro: | Tierney |

|  |           |           |
|  | Marcatori | 62’ Silva |

| Manchester 18 settembre 2021, ore 15:00 BST 5ª giornata | Manchester City | 0 – 0 referto | Southampton | Etihad Stadium (52 698 spett.)\| Arbitro: \| Moss \| |
| Arbitro:                                                | Moss            |               |             |                                                      |

| Arbitro: | Oliver |

|  |           |           |
|  | Marcatori | 53’ Jesus |

| Arbitro: | Tierney |

|                    |           |                         |
| Mané 59’ Salah 76’ | Marcatori | 69’ Foden 81’ De Bruyne |

| Arbitro: | Atkinson |

|                         |           |  |
| Silva 12’ De Bruyne 70’ | Marcatori |  |

| Arbitro: | Friend |

|                         |           |                                          |
| Mac Allister 81’ (rig.) | Marcatori | 13’ Gündoğan 28’, 31’ Foden 90+5’ Mahrez |

| Arbitro: | Marriner |

|  |           |                       |
|  | Marcatori | 6’ Zaha 88’ Gallagher |

| Arbitro: | Oliver |

|  |           |                            |
|  | Marcatori | 7’ (aut.) Bailly 45’ Silva |

| Arbitro: | Atwell |

|                                  |           |  |
| Sterling 44’ Rodri 55’ Silva 86’ | Marcatori |  |

| Arbitro: | Oliver |

|                              |           |               |
| Gündoğan 33’ Fernandinho 90’ | Marcatori | 90+4’ Lanzini |

| Arbitro: | Dean |

|             |           |                          |
| Watkins 47’ | Marcatori | 27’ Rúben Dias 43’ Silva |

| Arbitro: | Hooper |

|               |           |                            |
| Hernández 74’ | Marcatori | 4’ Sterling 31’, 63’ Silva |

| Arbitro: | Moss |

|                     |           |  |
| Sterling 65’ (rig.) | Marcatori |  |

| Arbitro: | Tierney |

|                                                                        |           |  |
| Foden 8’ Grealish 13’ De Bruyne 32’, 62’ Mahrez 49’ Stones 74’ Aké 78’ | Marcatori |  |

| Arbitro: | Atkinson |

|  |           |                                                   |
|  | Marcatori | 5’ Rúben Dias 27’ Cancelo 63’ Mahrez 86’ Sterling |

| Arbitro: | Kavanagh |

|                                                                                  |           |                                        |
| De Bruyne 5’ Mahrez 14’ (rig.) Gündoğan 21’ Sterling 27’ (rig.), 87’ Laporte 69’ | Marcatori | 55’ Maddison 59’ Lookman 65’ Iheanacho |

#### Girone di ritorno
| Arbitro: | Coote |

|  |           |           |
|  | Marcatori | 16’ Foden |

| Arbitro: | Attwell |

|          |           |                               |
| Saka 31’ | Marcatori | 57’ (rig.) Mahrez 90+3’ Rodri |

| Arbitro: | Pawson |

|               |           |  |
| De Bruyne 70’ | Marcatori |  |

| Arbitro: | Hooper |

|                  |           |             |
| Walker-Peters 7’ | Marcatori | 65’ Laporte |

| Arbitro: | England |

|                                 |           |  |
| Mahrez 40’ (rig.) De Bruyne 69’ | Marcatori |  |

| Arbitro: | Marriner |

|  |           |                                  |
|  | Marcatori | 31’, 70’, 90’ Sterling 48’ Foden |

| Arbitro: | Taylor |

|                                  |           |                               |
| Gündoğan 33’ Mahrez 90+2’ (rig.) | Marcatori | 4’ Kulusevski 59’, 90+5’ Kane |

| Arbitro: | Tierney |

|  |           |           |
|  | Marcatori | 82’ Foden |

| Arbitro: | Oliver |

|                                     |           |            |
| De Bruyne 5’, 28’ Mahrez 68’, 90+1’ | Marcatori | 22’ Sancho |

| Londra 14 marzo 2022, ore 20:00 GMT 29ª giornata | Crystal Palace | 0 – 0 referto | Manchester City | Selhurst Park (25 309 spett.)\| Arbitro: \| Atkinson \| |
| Arbitro:                                         | Atkinson       |               |                 |                                                         |

| Arbitro: | Dean |

|                                |           |  |
| Mahrez 53’ Foden 65’ Silva 82’ | Marcatori |  |

| Arbitro: | Pawson |

|  |           |                           |
|  | Marcatori | 5’ De Bruyne 25’ Gündoğan |

| Arbitro: | Taylor |

|                        |           |                   |
| De Bruyne 5’ Jesus 36’ | Marcatori | 13’ Jota 46’ Mané |

| Arbitro: | Atkinson |

|                |           |                                          |
| Dendoncker 11’ | Marcatori | 7’, 16’, 24’, 60’ De Bruyne 84’ Sterling |

| Arbitro: | Friend |

|                                          |           |            |
| Jesus 4’, 23’, 49’ (rig.), 53’ Rodri 34’ | Marcatori | 28’ Kamara |

| Arbitro: | Tierney |

|  |           |                                               |
|  | Marcatori | 13’ Rodri 54’ Aké 78’ Jesus 90+3’ Fernandinho |

| Arbitro: | Atwell |

|                                                       |           |  |
| Sterling 19’, 90+3’ Laporte 38’ Rodri 61’ Foden 90+1’ | Marcatori |  |

| Arbitro: | Taylor |

|                |           |                                |
| Bowen 24’, 45’ | Marcatori | 49’ Grealish 69’ (aut.) Coufal |

| Arbitro: | Oliver |

|                             |           |                       |
| Gündoğan 76’, 81’ Rodri 78’ | Marcatori | 37’ Cash 69’ Coutinho |

### FA Cup
| Arbitro: | England |

|             |           |                                             |
| McKirdy 78’ | Marcatori | 14’ Silva 28’ Jesus 59’ Gundogan 82’ Palmer |

| Arbitro: | Gillett |

|                                               |           |             |
| Gündoğan 6’ Stones 13’ Mahrez 53’ (rig.), 57’ | Marcatori | 4’ Carvalho |

| Arbitro: | Madley |

|  |           |                         |
|  | Marcatori | 60’ Mahrez 67’ Grealish |

| Arbitro: | Dean |

|                      |           |                                                        |
| Laporte 45+2’ (aut.) | Marcatori | 12’ Sterling 62’ (rig.) De Bruyne 75’ Foden 78’ Mahrez |

| Arbitro: | Oliver |

|                          |           |                         |
| Grealish 47’ Silva 90+1’ | Marcatori | 9’ Konaté 17’, 43’ Mané |

### EFL Cup
| Arbitro: | Jones |

|                                                                 |           |            |
| De Bruyne 29’ Mahrez 43’, 83’ Foden 45+1’ Torres 71’ Palmer 88’ | Marcatori | 22’ Hanlan |

| Arbitro: | Moss |

|                                       |                      |                              |
| Noble Bowen Dawson Cresswell Benrahma | Tiri di rigore 4 – 3 | Foden Cancelo Jesus Grealish |

### UEFA Champions League

#### Fase a gironi
| Arbitro: | Gözübüyük |

|                                                                                   |           |                      |
| Aké 16’ Mukiele 27’ (aut.) Mahrez 45+2’ (rig.) Grealish 56’ Cancelo 75’ Jesus 85’ | Marcatori | 42’, 51’, 73’ Nkunku |

| Arbitro: | del Cerro Grande |

|                    |           |  |
| Gueye 8’ Messi 74’ | Marcatori |  |

| Arbitro: | Kovács |

|             |           |                                                          |
| Vanaken 81’ | Marcatori | 30’ Cancelo 43’ (rig.), 84’ Mahrez 53’ Walker 67’ Palmer |

| Arbitro: | Mateu Lahoz |

|                                               |           |                   |
| Foden 15’ Mahrez 54’ Sterling 72’ Jesus 90+2’ | Marcatori | 17’ (aut.) Stones |

| Arbitro: | Orsato |

|                        |           |            |
| Sterling 65’ Jesus 76’ | Marcatori | 50’ Mbappé |

| Arbitro: | Schärer |

|                          |           |            |
| Szoboszlai 24’ Silva 71’ | Marcatori | 76’ Mahrez |

#### Fase ad eliminazione diretta
| Arbitro: | Jovanović |

|  |           |                                                 |
|  | Marcatori | 7’ Mahrez 17’, 44’ Silva 32’ Foden 58’ Sterling |

| Manchester 9 marzo 2022, ore 21:00 CET Ottavi di finale - Ritorno | Manchester City | 0 – 0 referto | Sporting Lisbona | City of Manchester Stadium (51 213 spett.)\| Arbitro: \| Meler \| |
| Arbitro:                                                          | Meler           |               |                  |                                                                   |

| Arbitro: | Kovács |

|               |           |  |
| De Bruyne 70’ | Marcatori |  |

| Madrid 13 aprile 2022, ore 21:00 CEST Quarti finale - Ritorno | Atlético Madrid | 0 – 0 referto | Manchester City | Stadio Wanda Metropolitano (65 675 spett.)\| Arbitro: \| Siebert \| |
| Arbitro:                                                      | Siebert         |               |                 |                                                                     |

| Arbitro: | Kovács |

|                                            |           |                                      |
| De Bruyne 2’ Jesus 11’ Foden 53’ Silva 74’ | Marcatori | 33’, 82’ (rig.) Benzema 55’ Vinícius |

| Arbitro: | Orsato |

|                                       |           |            |
| Rodrygo 90’, 90+1’ Benzema 95’ (rig.) | Marcatori | 73’ Mahrez |

### Community Shield
| Arbitro: | Tierney |

|                      |           |  |
| Iheanacho 89’ (rig.) | Marcatori |  |

## Statistiche

### Statistiche di squadra
Statistiche aggiornate al 22 maggio 2022.
| Competizione     | Punti | In casa | In casa | In casa | In casa | In casa | In casa | In trasferta | In trasferta | In trasferta | In trasferta | In trasferta | In trasferta | Totale | Totale | Totale | Totale | Totale | Totale | DR   |
| Competizione     | Punti | G       | V       | N       | P       | Gf      | Gs      | G            | V            | N            | P            | Gf           | Gs           | G      | V      | N      | P      | Gf     | Gs     | DR   |
| ---------------- | ----- | ------- | ------- | ------- | ------- | ------- | ------- | ------------ | ------------ | ------------ | ------------ | ------------ | ------------ | ------ | ------ | ------ | ------ | ------ | ------ | ---- |
| Premier League   | 93    | 19      | 15      | 2       | 2       | 58      | 15      | 19           | 14           | 4            | 1            | 41           | 11           | 38     | 29     | 6      | 3      | 99     | 26     | +73  |
| FA Cup           | -     | 2       | 1       | 0       | 1       | 6       | 4       | 3            | 3            | 0            | 0            | 10           | 2            | 5      | 4      | 0      | 1      | 16     | 6      | +10  |
| League Cup       | -     | 1       | 1       | 0       | 0       | 6       | 1       | 1            | 0            | 1            | 0            | 0            | 0            | 2      | 1      | 1      | 0      | 6      | 1      | +5   |
| Champions League | 12    | 6       | 5       | 1       | 0       | 17      | 8       | 6            | 2            | 1            | 3            | 12           | 8            | 12     | 7      | 2      | 3      | 29     | 16     | +13  |
| Community Shield | -     | 0       | 0       | 0       | 0       | 0       | 0       | 0            | 0            | 0            | 0            | 0            | 0            | 1      | 0      | 0      | 1      | 0      | 1      | -1   |
| Totale           | -     | 28      | 22      | 3       | 3       | 87      | 28      | 29           | 19           | 6            | 4            | 63           | 21           | 58     | 41     | 9      | 8      | 150    | 50     | +100 |

### Andamento in campionato
| Giornata  | 1  | 2 | 3 | 4 | 5 | 6 | 7 | 8 | 9 | 10 | 11 | 12 | 13 | 14 | 15 | 16 | 17 | 18 | 19 | 20 | 21 | 22 | 23 | 24 | 25 | 26 | 27 | 28 | 29 | 30 | 31 | 32 | 33 | 34 | 35 | 36 | 37 | 38 |
| --------- | -- | - | - | - | - | - | - | - | - | -- | -- | -- | -- | -- | -- | -- | -- | -- | -- | -- | -- | -- | -- | -- | -- | -- | -- | -- | -- | -- | -- | -- | -- | -- | -- | -- | -- | -- |
| Luogo     | T  | C | C | T | C | T | T | C | T | C  | T  | C  | C  | T  | T  | C  | C  | T  | C  | T  | T  | C  | T  | C  | T  | C  | T  | C  | T  | C  | T  | C  | C  | C  | T  | C  | T  | C  |
| Risultato | P  | V | V | V | N | V | N | V | V | P  | V  | V  | V  | V  | V  | V  | V  | V  | V  | V  | V  | V  | N  | V  | V  | P  | V  | V  | N  | V  | V  | N  | V  | V  | V  | V  | N  | V  |
| Posizione | 13 | 9 | 7 | 5 | 5 | 2 | 3 | 3 | 3 | 3  | 2  | 2  | 2  | 2  | 1  | 1  | 1  | 1  | 1  | 1  | 1  | 1  | 1  | 1  | 1  | 1  | 1  | 1  | 1  | 1  | 1  | 1  | 1  | 1  | 1  | 1  | 1  | 1  |

Legenda:

Luogo: C = Casa; T = Trasferta. Risultato: V = Vittoria; N = Pareggio; P = Sconfitta.

### Statistiche dei giocatori
Sono in corsivo i calciatori che hanno lasciato la società a stagione in corso.
| Giocatore         | Premier League | Premier League | Premier League | Premier League | FA Cup Football League Cup | FA Cup Football League Cup | FA Cup Football League Cup | FA Cup Football League Cup | UEFA Champions League | UEFA Champions League | UEFA Champions League | UEFA Champions League | Community Shield | Community Shield | Community Shield | Community Shield | Totale   | Totale | Totale      | Totale     |
| Giocatore         | Presenze       | Reti           | Ammonizioni    | Espulsioni     | Presenze                   | Reti                       | Ammonizioni                | Espulsioni                 | Presenze              | Reti                  | Ammonizioni           | Espulsioni            | Presenze         | Reti             | Ammonizioni      | Espulsioni       | Presenze | Reti   | Ammonizioni | Espulsioni |
| ----------------- | -------------- | -------------- | -------------- | -------------- | -------------------------- | -------------------------- | -------------------------- | -------------------------- | --------------------- | --------------------- | --------------------- | --------------------- | ---------------- | ---------------- | ---------------- | ---------------- | -------- | ------ | ----------- | ---------- |
| N. Aké            | 14             | 2              | 0              | 0              | 5+1                        | 0                          | 1+0                        | 0                          | 6                     | 1                     | 1                     | 0                     | 1                | 0                | 0                | 0                | 27       | 3      | 2           | 0          |
| F. Burns          | 0              | 0              | 0              | 0              | 0+1                        | 0                          | 0                          | 0                          | 0                     | 0                     | 0                     | 0                     | 0                | 0                | 0                | 0                | 1        | 0      | 0           | 0          |
| J. Cancelo        | 36             | 1              | 7              | 0              | 5+1                        | 0                          | 0                          | 0                          | 9                     | 2                     | 3                     | 0                     | 1                | 0                | 0                | 0                | 52       | 3      | 10          | 0          |
| S. Carson         | 0              | 0              | 0              | 0              | 0                          | 0                          | 0                          | 0                          | 1                     | 0                     | 0                     | 0                     | 0                | 0                | 0                | 0                | 1        | 0      | 0           | 0          |
| K. De Bruyne      | 30             | 15             | 2              | 0              | 3+2                        | 1+1                        | 0                          | 0                          | 10                    | 2                     | 2                     | 0                     | 0                | 0                | 0                | 0                | 45       | 19     | 4           | 0          |
| R. Dias           | 29             | 2              | 5              | 0              | 2+0                        | 0                          | 0                          | 0                          | 8                     | 0                     | 0                     | 0                     | 1                | 0                | 1                | 0                | 40       | 2      | 6           | 0          |
| L. Delap          | 1              | 0              | 0              | 0              | 1+0                        | 0                          | 0                          | 0                          | 1                     | 0                     | 0                     | 0                     | 0                | 0                | 0                | 0                | 3        | 0      | 0           | 0          |
| Ederson           | 37             | -26            | 3              | 0              | 1+0                        | 0                          | 0                          | 0                          | 11                    | -14                   | 0                     | 0                     | 0                | 0                | 0                | 0                | 49       | -40    | 3           | 0          |
| S. Edozie         | 0              | 0              | 0              | 0              | 0                          | 0                          | 0                          | 0                          | 0                     | 0                     | 0                     | 0                     | 1                | 0                | 0                | 0                | 1        | 0      | 0           | 0          |
| C. Egan-Riley     | 1              | 0              | 0              | 0              | 0+1                        | 0                          | 0                          | 0                          | 1                     | 0                     | 0                     | 0                     | 0                | 0                | 0                | 0                | 3        | 0      | 0           | 0          |
| Fernandinho       | 19             | 2              | 1              | 0              | 4+1                        | 0                          | 2+0                        | 0                          | 8                     | 0                     | 1                     | 0                     | 1                | 0                | 1                | 0                | 33       | 2      | 5           | 0          |
| P. Foden          | 28             | 9              | 1              | 0              | 4+2                        | 1+1                        | 0                          | 0                          | 11                    | 3                     | 1                     | 0                     | 0                | 0                | 0                | 0                | 45       | 14     | 2           | 0          |
| J. Grealish       | 26             | 3              | 3              | 0              | 4+1                        | 2+0                        | 0                          | 0                          | 7                     | 1                     | 0                     | 0                     | 1                | 0                | 0                | 0                | 39       | 6      | 3           | 0          |
| İ. Gündoğan       | 27             | 8              | 1              | 0              | 4+1                        | 2+0                        | 0                          | 0                          | 10                    | 0                     | 1                     | 0                     | 1                | 0                | 0                | 0                | 43       | 10     | 2           | 0          |
| G. Jesus          | 28             | 8              | 1              | 0              | 4+1                        | 1+0                        | 1+0                        | 0                          | 8                     | 4                     | 3                     | 0                     | 0                | 0                | 0                | 0                | 41       | 13     | 5           | 0          |
| Kayky             | 1              | 0              | 0              | 0              | 1+0                        | 0                          | 0                          | 0                          | 0                     | 0                     | 0                     | 0                     | 0                | 0                | 0                | 0                | 2        | 0      | 0           | 0          |
| B. Knight         | 0              | 0              | 0              | 0              | 0                          | 0                          | 0                          | 0                          | 0                     | 0                     | 0                     | 0                     | 1                | 0                | 0                | 0                | 1        | 0      | 0           | 0          |
| A. Laporte        | 33             | 4              | 5              | 1              | 2+0                        | 0                          | 0                          | 0                          | 9                     | 0                     | 2                     | 0                     | 0                | 0                | 0                | 0                | 44       | 4      | 7           | 1          |
| R. Lavia          | 0              | 0              | 0              | 0              | 1+1                        | 0                          | 0+1                        | 0                          | 0                     | 0                     | 0                     | 0                     | 0                | 0                | 0                | 0                | 2        | 0      | 1           | 0          |
| R. Mahrez         | 28             | 11             | 0              | 0              | 4+2                        | 4+2                        | 0                          | 0                          | 12                    | 7                     | 1                     | 0                     | 1                | 0                | 0                | 0                | 47       | 24     | 1           | 0          |
| L. Mbete          | 0              | 0              | 0              | 0              | 1+1                        | 0                          | 0                          | 0                          | 1                     | 0                     | 0                     | 0                     | 0                | 0                | 0                | 0                | 3        | 0      | 0           | 0          |
| J. McAtee         | 2              | 0              | 0              | 0              | 2+1                        | 0                          | 1+0                        | 0                          | 1                     | 0                     | 0                     | 0                     | 0                | 0                | 0                | 0                | 6        | 0      | 1           | 0          |
| B. Mendy          | 1              | 0              | 0              | 0              | 0                          | 0                          | 0                          | 0                          | 0                     | 0                     | 0                     | 0                     | 1                | 0                | 0                | 0                | 2        | 0      | 0           | 0          |
| C. Palmer         | 4              | 0              | 0              | 0              | 1+2                        | 1+1                        | 0                          | 0                          | 3                     | 1                     | 0                     | 0                     | 1                | 0                | 0                | 0                | 11       | 3      | 0           | 0          |
| P. Roberts        | 0              | 0              | 0              | 0              | 0                          | 0                          | 0                          | 0                          | 0                     | 0                     | 0                     | 0                     | 0                | 0                | 0                | 0                | 0        | 0      | 0           | 0          |
| Rodri             | 33             | 7              | 5              | 0              | 2+0                        | 0                          | 1+0                        | 0                          | 10                    | 0                     | 2                     | 0                     | 1                | 0                | 0                | 0                | 46       | 7      | 8           | 0          |
| P. Sandler        | 0              | 0              | 0              | 0              | 0                          | 0                          | 0                          | 0                          | 0                     | 0                     | 0                     | 0                     | 0                | 0                | 0                | 0                | 0        | 0      | 0           | 0          |
| B. Silva          | 35             | 8              | 6              | 0              | 3+0                        | 2+0                        | 0                          | 0                          | 11                    | 3                     | 0                     | 0                     | 1                | 0                | 0                | 0                | 50       | 13     | 6           | 0          |
| Z. Steffen        | 1              | 0              | 0              | 0              | 4+2                        | -6+-1                      | 1+0                        | 0                          | 1                     | -2                    | 0                     | 0                     | 1                | -1               | 0                | 0                | 9        | -10    | 1           | 0          |
| R. Sterling       | 30             | 13             | 1              | 0              | 3+2                        | 1+0                        | 0                          | 0                          | 12                    | 3                     | 1                     | 0                     | 0                | 0                | 0                | 0                | 47       | 17     | 2           | 0          |
| J. Stones         | 14             | 1              | 0              | 0              | 4+1                        | 1+0                        | 0                          | 0                          | 8                     | 0                     | 1                     | 0                     | 0                | 0                | 0                | 0                | 27       | 2      | 1           | 0          |
| F. Torres         | 4              | 2              | 0              | 0              | 0+1                        | 0+1                        | 0                          | 0                          | 1                     | 0                     | 0                     | 0                     | 1                | 0                | 0                | 0                | 7        | 3      | 0           | 0          |
| K. Walker         | 20             | 0              | 1              | 0              | 3+1                        | 0                          | 2+0                        | 0                          | 7                     | 1                     | 0                     | 1                     | 0                | 0                | 0                | 0                | 31       | 1      | 3           | 1          |
| J. Wilson-Esbrand | 0              | 0              | 0              | 0              | 0+1                        | 0                          | 0                          | 0                          | 0                     | 0                     | 0                     | 0                     | 0                | 0                | 0                | 0                | 1        | 0      | 0           | 0          |
| O. Zinčenko       | 15             | 0              | 0              | 0              | 4+1                        | 0                          | 0                          | 0                          | 8                     | 0                     | 2                     | 0                     | 0                | 0                | 0                | 0                | 28       | 0      | 2           | 0          |